# Siyuichthyidae
La famiglia Siyuichthyidae comprende alcune forme di pesci teleostei arcaici, vissuti nel Cretaceo inferiore (Barremiano - Albiano, circa 130 - 115 milioni di anni fa); i loro resti fossili sono stati ritrovati in Cina.

## Descrizione
Questi pesci erano di piccole dimensioni e non superavano i 10 centimetri di lunghezza. Erano caratterizzati da un corpo affusolato, più o men snello a seconda delle specie. La pinna dorsale, di forma triangolare, era situata a circa metà del corpo (come in Siyuichthys), o appena dopo la metà (come in Wukungia), mentre la pinna anale era piccola e arretrata. Anche le pinne pelviche e quelle pettorali erano di piccole dimensioni. Lo scheletro caudale non è noto. I Siyuichthyidae erano caratterizzati da ossa premascellari contigue anteriormente all'osso rostrale, e dalle ossa nasali unite e non separate dalle ossa frontali; era presente un piccolo processo coronoide sulla mandibola, così come numerosi postorbitali e un canale sensoriale privo di canalicoli secondari. Il preopercolo era stretto, con i rami dorsale e ventrale molto allungati. I raggi branchiostegi erano molto larghi. Le scaglie erano ricoperte di ganoina, di tipo lepisosteoide. 

## Classificazione
La famiglia Siyuichthyidae venne istituita da Su nel 1985, sulla base di alcuni fossili non ben conservati appartenenti a varie specie di pesci, tutte provenienti dal Gruppo Tugulu nello Xinjiang, in Cina. Su descrisse un totale di 5 generi (Siyuichthys, Wukungia, Dsungarichthys, Bogdaichthys e Manasichthys) e 9 specie, distinguendo i vari taxa per alcune caratteristiche osteologiche e dimensionali. La famiglia Siyuichthyidae venne inizialmente all'ordine dei folidoforiformi, che all'epoca era solita essere usata come "cestino dei rifiuti" per qualunque piccolo teleosteo mesozoico dotato di scaglie ganoidi. Successive revisioni hanno messo in luce la probabilità che i Siyuichthyidae non fossero strettamente imparentati con Pholidophorus e le forme affini (Arratia 2000, 2013). 

Siyuichthyidae
- Bogdaichthys
  - B. fukangensis
  - B. serratus
- Dsungarichthys
  - D. bilineatus
- Manasichthys
  - M. elongatus
  - M. tuguluensis
- Siyuichthys
  - S. ornatus
  - S. pulchellus
  - S. pulcher
- Wukangia
  - W. houyanshanensis